# Vozová
Vozová (Saracinka) je bývalá usedlost v Praze 2-Vinohradech, jejíž zahrada se rozkládala v severozápadní části Riegrových sadů mezi ulicemi Vozová a Italská. Původní vjezd do zahrady v ulici Vozová a bývalý gloriet s vyhlídkou (Mlíkárna) jsou chráněny společně s Riegrovými sady jako kulturní památka České republiky. Ve značně přestavěné vile je umístěna mateřská škola.

## Historie
V místech pozdějších vinic a usedlostí Pštrosska, Sakrabonka a Vozová se kolem roku 1405 rozkládala rozlehlá vinice Křížovka, nazývaná po svém majiteli Vackovi Křížovi. Jeho otec konšel Jan Kříž, připomínaný k roku 1364, držel pivovar, na Starém Městě pražském několik domů a ves s tvrzí Chvaly. Také věnoval pozemek na stavbu Betlémské kaple a v kapli finančně podpořil dva oltáře a druhého kazatele.
Vinici Křížovku zdědila vnučka Anna provdaná za Oldřicha Medka z Valdeka. Mezi dalšími vlastníky se vystřídali například bankéř a speditér Karel Antonín Ballaben (viz Balabenka) nebo počátkem 19. století advokát Likarwitz.
Roku 1843 je uváděna Vozová jako „zahrada s obytným stavením“. Majitele změnila roku 1854, kdy ji koupil Karel Gustav hrabě Reichenbach Lessoni. Starou usedlost přestavěl na moderní jednopatrovou vilu, na místě vinice založil zahradu, vybudoval oranžerii a postavil ovčinec a stáje. Po jeho smrti zdědila Vozovou jeho žena Klementina, později provdaná za hraběte Václava Saracina Belforta. Belfort byl hofmistr císaře Ferdinanda V., který Saracinku často navštěvoval.
Roku 1896 prodala hraběnka Belfortová usedlost firmě Carl Breiding a syn. Od ní ji roku 1902 získala vinohradská obec, která Vozovou včlenila do nově založených Riegrových sadů. Obec dala zahradu parkově upravit, na místě oranžerie nechala postavit skleník a stáje s ovčincem dala zbořit. Vila a gloriet zůstaly v původním stavu. Vjezdová brána z lomového kamene ohraničená sloupky s vrcholovou koulí měla i po zrušení usedlosti železnou kovanou bránu. Tato brána se nedochovala.

### Gloriet

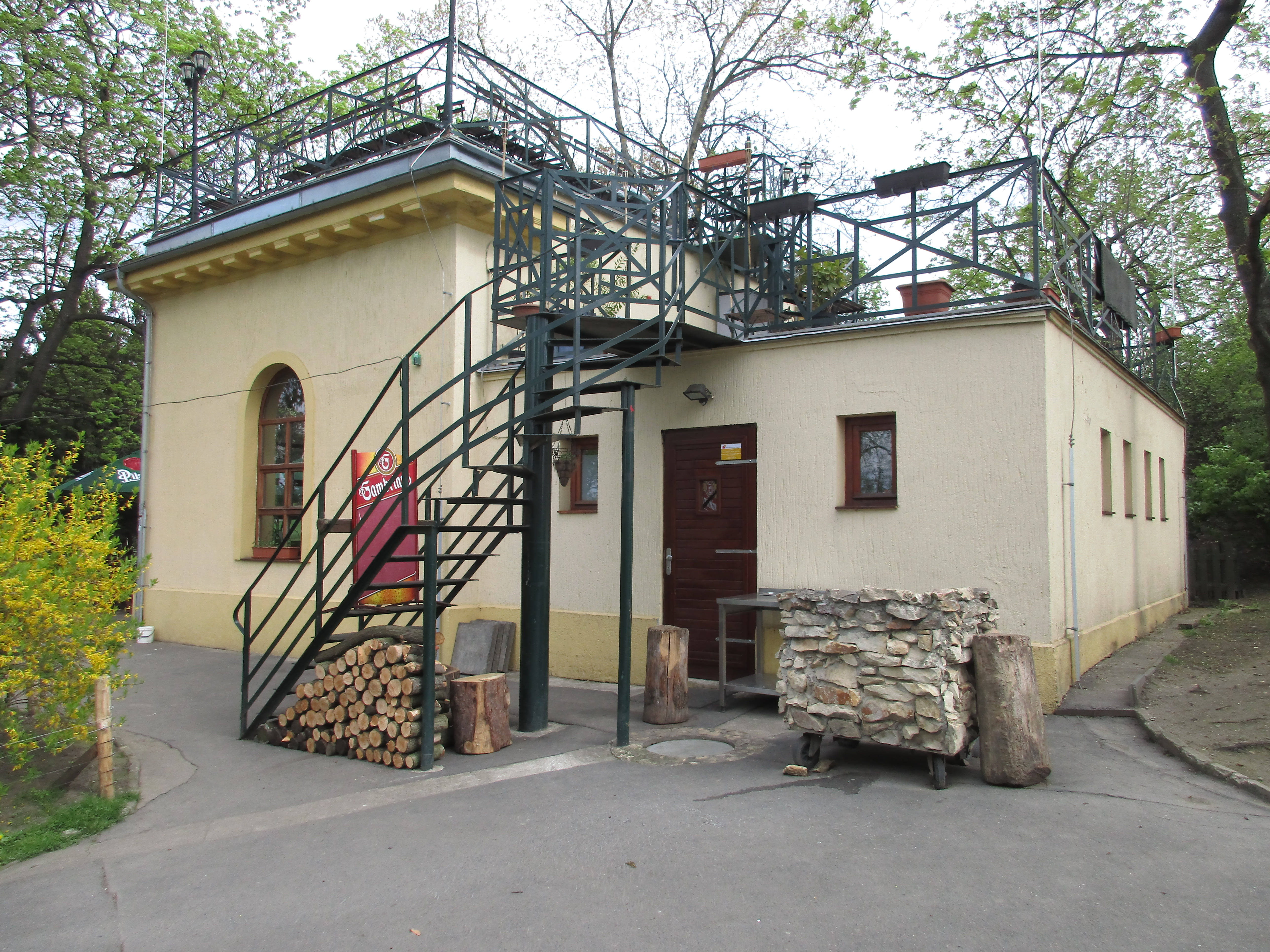
Gloriet, přestavěný na restauraci

Pozdně klasicistní stavba na čtvercovém půdorysu má vnější schodiště, které vede na střešní plošinu s výhledem. Plošina je chráněna kovaným železným zábradlím.
Název „Mlíkárna“ pochází z doby, kdy zde byla provozována malá cukrárna, do které návštěvníci chodili na sklenici mléka, mléčné nebo jogurtové nápoje. Cukrárna byla napojena na síť prodejen Vysočanské mlékárny barona Freye. Po druhé světové válce stavba chátrala a uvažovalo se o jejím zboření. Roku 1999 ji od Magistrátu převzala MČ Praha 2, která ji roku 2002 pronajala soukromému investorovi. Ten ji zrekonstruoval a roku 2009 otevřel jako restauraci s „vyhlídkovým pavilonem“.